# آب‌انبار

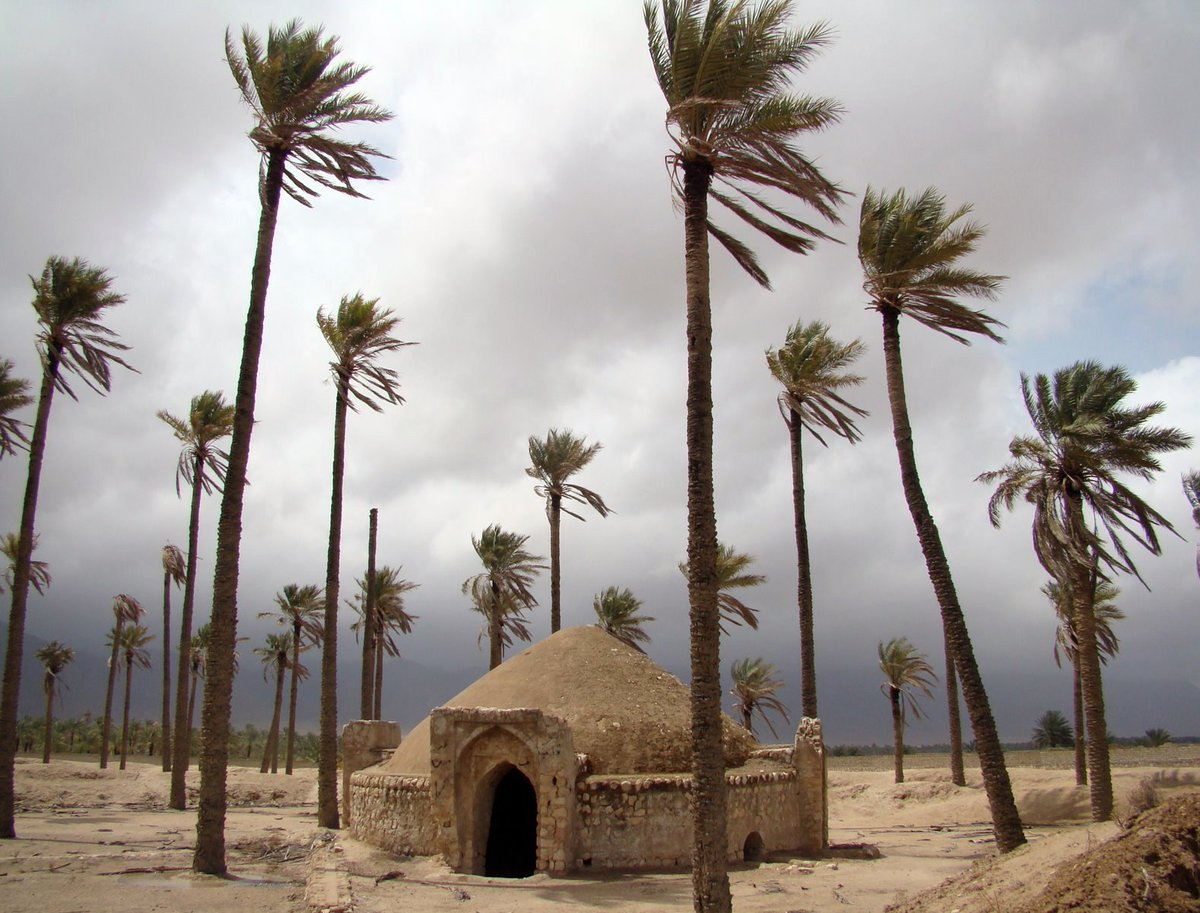
آب‌انباری در گراش

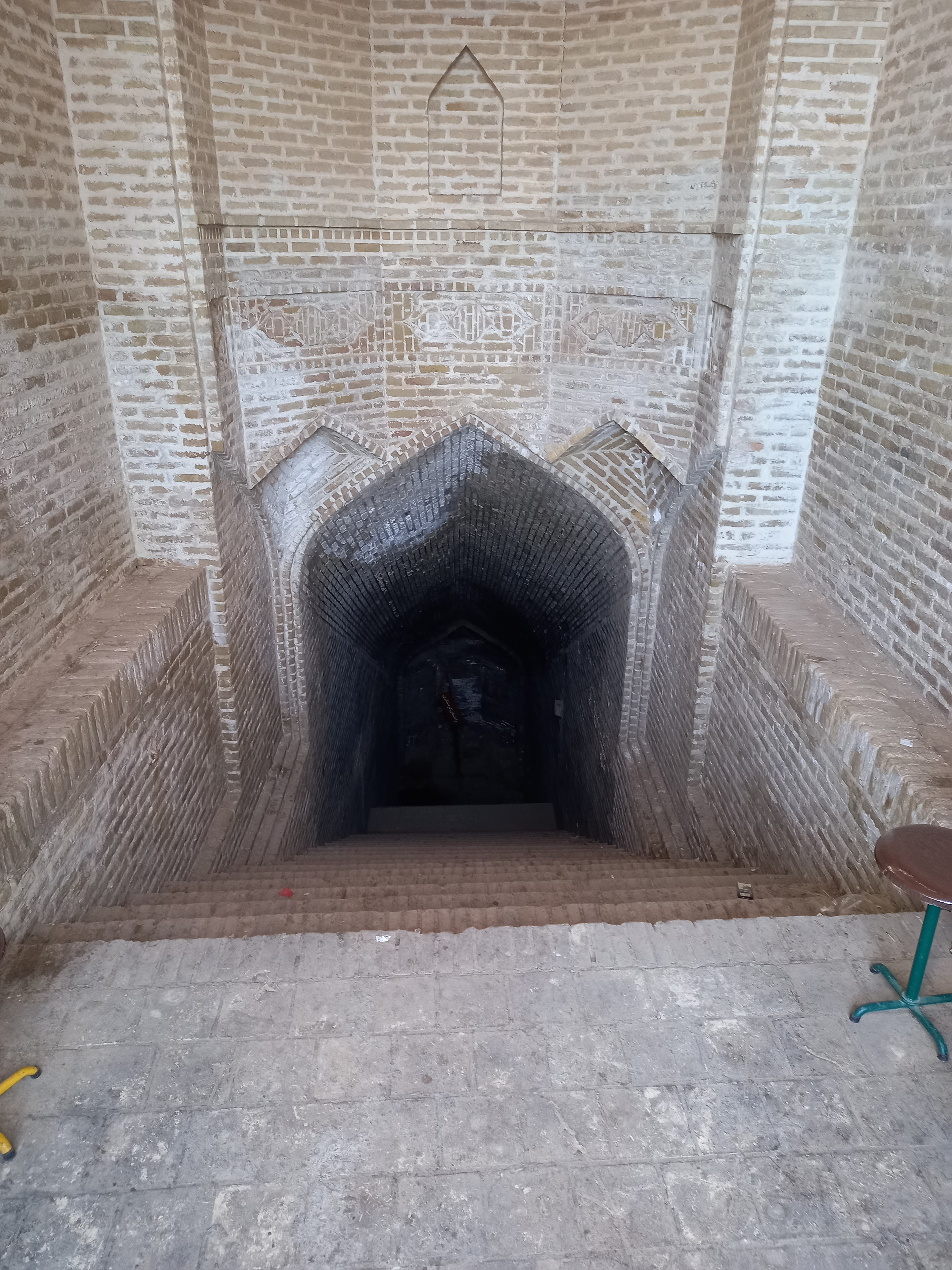
آب انبار مجموعه شاه ولی تفت

آب‌انبار یا حوض‌انبار یا برکه؛ حوض یا استخر سرپوشیده‌ای است که برای ذخیره آب معمولاً در زیرزمین ساخته می‌شود. در مناطق کم‌آب و کویری آب‌انبار را از آب باران یا جویبارهای فصلی پر می‌کنند. همان‌گونه که از نام آب‌انبار مشخص است، این سازه به منظور ذخیره آب در فصول پرآب و استفاده از آن در بقیه ایام سال ساخته می‌شود.
به دلیل خشکی آب و هوای بخش عمده‌ای از کشور ایران و عدم ریزش باران کافی در بیش از شش ماه از سال در اکثر نقاط و در نتیجه فصلی بودن آب رودخانه‌ها و عدم دسترسی به آب، از دیرباز تمهیدات گوناگونی جهت تأمین آب شیرین در فصول خشک سال اندیشیده می‌شده‌است. احداث بند، قنات و آب‌انبار از این جمله‌اند.
آب‌انبار یکی از عناصر شاخص در سکونت‌گاه‌های کویری از جمله مناطق یزد، کرمان، میناب، لار، کاشان و جنوب استان فارس و هرمزگان است. در استان‌های مختلف ایران همچون در استان فارس در حال حاضر تعدادی از آب‌انبارها هنوز مورد استفاده قرار می‌گیرند.

در سراسر راه‌های کویری ایران، آب‌انبارها قابل مشاهده‌اند برخی از آن‌ها که در شهرهای خشک و کم‌آب ساخته شده، اثری بسیار زیبا و از نگاه معماری شایان توجه است. آب‌انبارها در گذشته به منظور ذخیرهٔ آب شرب و غیرشرب در فصول خشک و کم‌باران مورد استفاده قرار گرفته‌است. 

آب‌انبار قدیمی لاورستان - معروف به برکهٔ زمان

## نام‌ها

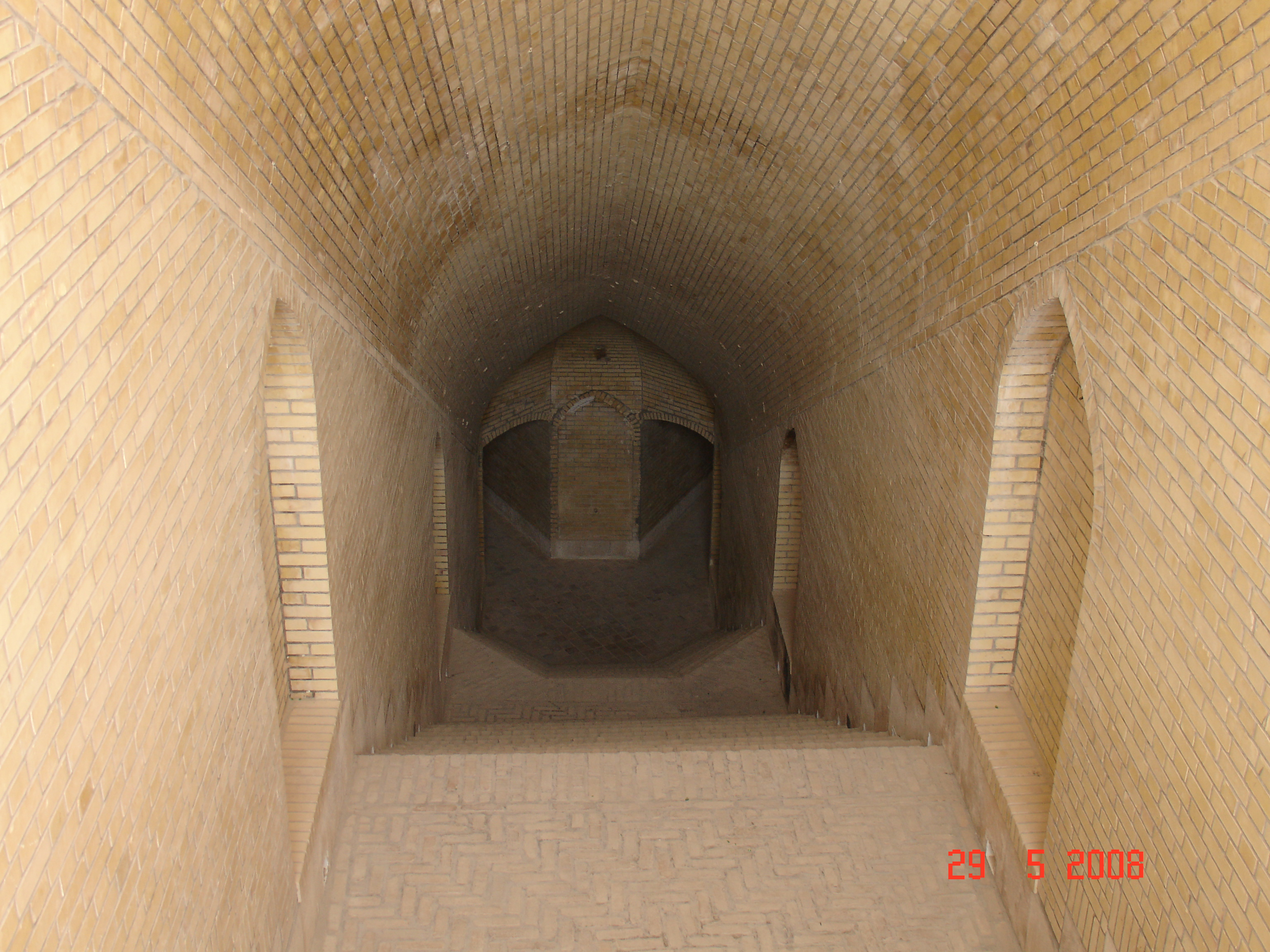
درون آب‌انبار قدیمی در جزیره کیش

آب انبار به نام‌های مختلفی همچون برکه، منبع، مصنع، انبار (در برخی نقاط همچون بیرجند) یا هود (به معنی حوض) خوانده می‌شود. واژه برکه در منابع متاخر اسلامی به همان معنای آب‌انبار است. در دیگر کشورهای اسلامی به این نوع از مخازن آبی، سردابه (در ترکمنستان)، مصنع (در مصر)، خزان (در فلسطین) و حوض (در هرات) می‌گویند.
به آب انبار، اَنباز، حوض انبار، سردابه، بِرکه، مَصنَع، مَنبَع و گاه آبدان نیز گفته می‌شد. در گویش یزدی، آب انبار را «اومبار» می‌نامند. طبق تحقیقات انجام شده از گذشته دور تا زمان قاجار به آب انبار «مَصنَعه» می‌گفتند.

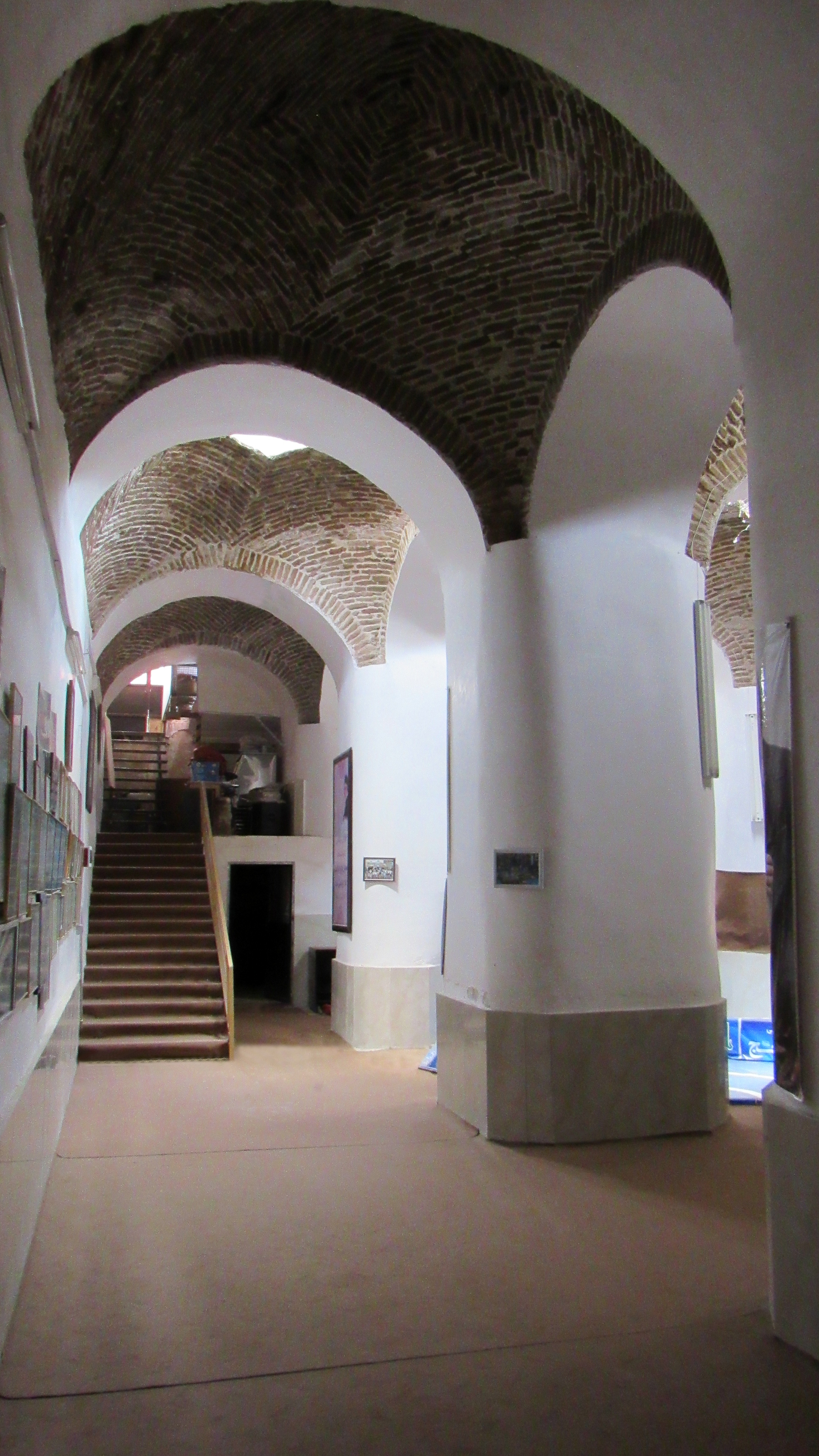
حوض هشت پایه یکی از آب‌انبارهای سبزوار که اکنون کاربری آن تغییر کرده‌است.

## نقش
منشأ اصلی و هسته اولیه تشکیل تجمع‌های انسانی، وجود آب در مناطق مختلف بوده‌است. در ایران به دلیل کمبود بارندگی در گسترهٔ بیابانی آن، برای تأمین آب از روش‌های سنتی مانند قنات، چشمه، چاه و آب‌انبار استفاده می‌شده‌است. آب معمولاً در فصول بارش به آب‌انبار هدایت و در آن ذخیره شده و در تابستان مصرف شده‌است.
آب‌انبار حوض یا استخر سرپوشیده‌ای است که برای ذخیره آب معمولاً در زیرِ زمین در شهرها، روستاها، دژها، مسیرهای کاروان رو (در رباط‌ها و کاروان سراها) و در دل کوه‌ها ساخته می‌شد. به این شکل دسترسی به آب در روزهای کم‌آبی، زمان محاصره توسط دشمن و استفاده از آب خنک در تابستان آسان‌تر بود.

## تأسیس و احداث آب‌انبارها
دلایل تأسیس و احداث آب‌انبارها:
1. ذخیره آب برای زمان‌های خشک سال
2. خنک ماندن آب در تابستان

در ایران توزیع آب و آب‌انبار امری اعتقادی بوده و ریشه ارزش‌ها و باورهای اسلامی داشته. آب‌انبارها معمولاً در مراکز شهر و محل تجمع مردم و همچنین در کاروانسراها تأسیس می‌شده تا دسترسی به آب آسان باشد.
نحوه ساخت آب‌انبار، تصفیه و عایق‌بندی آن با اصول مهندسی و علمی مطابقت دارد. برای تصفیه از روش‌های فیزیکی و شیمیایی استفاده می‌شود. ته‌نشین شدن مواد زاید، اضافه کردن حجم مشخصی از نمک به منظور تجزیه آن و میکروب کشی توسط کلر آزاد شده، استفاده از ترکیبات آهکی جهت گندزدایی و استفاده از کیسه‌های زغال به منظور بوگیری از جمله این روش‌ها است.

## تاریخچه

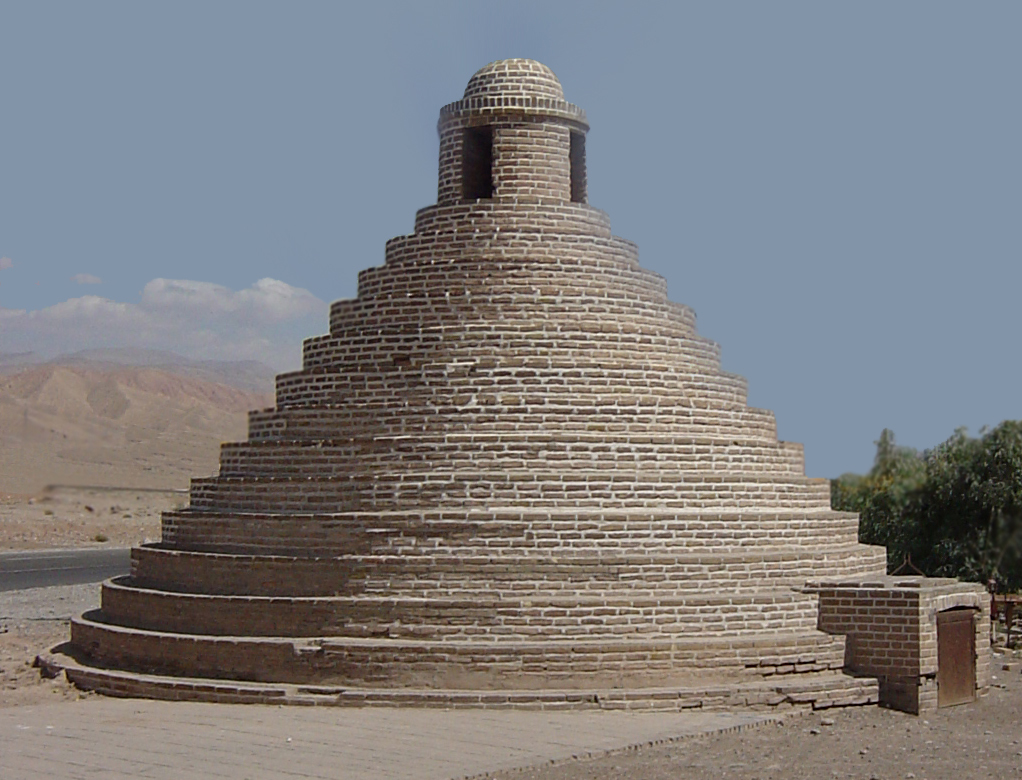
یک آب‌انبار در آرادان گرمسار

منطقه لارستان بزرگ که شامل جنوب استان فارس و شمال هرمزگان است دارای بیشترین آب انبار و برکه در کشور بوده که هنوز هم توسط اهالی منطقه مورد استفاده قرار می‌گیرد.
هرکجا برکه ای نشسته به خاک *** بی شک آنجاست مرز لارستان
گر بهارش بگسترد دامن *** می‌شود قالی بهارستان
از قدیمی‌ترین آب‌انبارها می‌توان به نمونه‌ای اشاره کرد که در کنار محوطه چغازنبیل مربوط به هزاره دوم قبل از میلاد در دوران شکوفایی تمدن ایلام ساخته شده‌است. آب‌انبار از کهن‌ترین پدیده‌های معماری در مناطق کویری بوده که می‌توان از آب‌انبار شهر اور در نزدیکی بصره به عنوان قدیمی‌ترین آن اشاره کرد که قدمت آن به ۲۱۵۰ قبل از میلاد بر می‌گردد.
آب‌انبار دیگری در قرن ششم قبل از میلاد در قسطنطنیه ساخته شد که مجهزتر بوده و دارای ۲ مخزن و ۱۰۰۱ ستون بوده که به همین دلیل به آب‌انبار ۱۰۰۱ ستونی معروف است.
آب‌انبار در بین ایرانیان نیز کاربرد بسیار داشته به خصوص در مناطق گرم و خشک، حاشیه خلیج فارس، جزایر جنوبی و حتی برخی شهرهای شمالی مانند ساری و گرگان. می‌توان گفت ایرانیان از مبتکران احداث آب‌انبار بودند و با آب را برای بلندمدت ذخیره می‌کردند.
یکی از قدیمی‌ترین آب‌انبارهای ایران در یکی از سه قلعه اصطخر فارس در قرن ۴ هجری به دستور عضدالدوله دیلمی ساخته شد. آب آن از سدی که بر روی دره‌های عمیق بسته شده بود، تأمین می‌شده و برای مصرف ۱۰۰۰ نفر در یکسال کافی بوده‌است. آب‌انبار سیداسماعیل تهران نیز در نیمه اول قرن ۵ هجری ساخته شد و در زمان شاه طهماسب وزیر، تعمیر و مرمت شد.

## انواع آب‌انبارها
از نظر سطح دسترسی آب‌انبارها را می‌توان به دو دسته تقسیم کرد:

### آب‌انبارهای همگانی
واقع در محله‌ها، کاروانسراها، روستاها و به صورت تک بنا در مسیر راه‌های کاروانی.

### آب‌انبارهای خصوصی
این آب‌انبارها درون خانه‌ها ساخته می‌شده یا این‌که در محل‌های اختصاصی افراد حفر می‌شده‌است.
همچنین آب‌انبارها از نظر شکل و نوع شاخت شامل موارد زیر می‌باشد: آب‌انبارهای گنبدی گود، آب‌انبارهای کنده‌شده در کوهستان، آب‌انبارهای صلیبی و آب‌انبارهای کشیده.

## معماری آب‌انبار
معماری آب‌انبار در مناطق مختلف تحت تأثیر معماری محلی قرار گرفته. برای مثال معماری آب‌انبار شهر قزوین با مخازنی ۴گوش و گنبد‌های رفیع بنا گشته. در مناطق دیگر مانند تهران قدیم، ساوه، قم، کرمان و شیراز نیز مخازن به صورت ۴گوش طراحی گشته. در خراسان آب‌انبارهایی با مخازن پلکانی و در سمنان و گرمسار با نقشه و مخزن مدور طراحی و ساخته شده که اکثراً ساده و به دور از کاشیکاری می‌باشند. ”

### بررسی آب‌انبارها در اقلیم‌های مختلف
- اقلیم گرم و خشک:

آب‌انبار در نواحی گرم و خشک از جمله ملزومات مهم برای تداوم زندگی در این مناطق بوده و در اکثر محلات شهری و روستاها یک یا چند آب‌انبار وجود داشته‌است. این آب‌انبارها شامل یک مخزن بزرگ مکعب یا مکعب مستطیل یا استوانه‌ای شکل درداخل زمین بوده‌اند که روی این مخزن را با طاق قوسی یا گنبدی می‌پوشاندند. این مخازن غالباً یک و در بعضی موارد دو در راه پله برای برداشت آب از مخزن
داشته‌اند. برای نمونه می‌توان به آب‌انبار شش بادگیره در یزد اشاره کرد.
- اقلیم کوهستانی:

در نواحی کوهستانی نیز با وجود اینکه بارندگی نسبتاً بیشتر از نواحی گرم و خشک است و اغلب در این نواحی چشمه سارها و نهرهای دایم یا فصلی جریان دارد ولی برای ذخیره آب قابل شرب، معمولاً از آب‌انبار استفاده می‌کردند، هر چند که تعداد آب‌انبارها در این نواحی کمتر از مناطق گرم و خشک می‌باشد. پوشش سقف آب‌انبار در نواحی کوهستانی خصوصاً درمناطق خوش آب و هوا و جنگلی، به صورت مسطح است و با چوب و کاهگل پوشش می‌شود. مخزن این نوع آب‌انبارها به لحاظ پوشش سقف آن به صورت مکعب یا مکعب مستطیل است. برای نمونه می‌توان به آب‌انبار ابیانه اشاره کرد.
- اقلیم گرم و مرطوب:

نوع دیگری آب‌انبار که در آن در سواحل جنوبی کشور، منطقه به نام برکه و آبگیر نیز خوانده می‌شود، وجود دارد که اگرچه مخزن آن درون زمین واقع است، ولی محفظه بالای مخزن آن محصور نمی‌باشد و اهالی از طریق بازشوهای اطراف مستقیماً به داخل آن می‌روند و آب را برداشت می‌کنند. آب این برکه‌ها عمدتاً از طریق جمع‌آوری آب باران از روی سطح زمین تأمین می‌شود. در این سواحل اگرچه هوا مرطوب است، ولی به دلیل میزان بسیار اندک بارندگی و شوری آب‌های زیرزمینی، وجود این برکه‌ها امری ضروری بوده و در اغلب موارد تنها امکان دسترسی به آب شیرین فقط از طریق آب برکه‌ها بوده‌است. در بندر لنگه و بندر بوشهر، با کندن چند متر از زمین به آب شور یا تلخ می‌رسیدند و از این آب فقط جهت شستشو و آبیاری استفاده می‌کردند. بعضی از افراد مواقع شستن بدن با این آب، در آخر یک سطح آب شیرین بر روی بدن می‌ریختند تا نمک بر روی پوست بدن شسته شود. برای نمونه می‌توان به آب‌انبار سنگی قوام در جزیره کیش اشاره کرد.

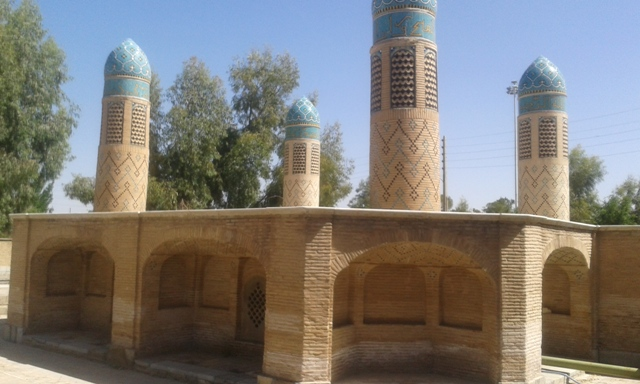
آب‌انبار کازرونی واقع در تخت فولاد اصفهان

### عناصر تشکیل دهنده ساختمان آب‌انبار
مواد و مصالح بکار رفته در ساختن آب‌انبارها عبارت است از سنگ، آجر، شفته آهک و ساروج.
ساختمان آب‌انبارها با توجه به محل قرارگیری آن متناسب با آب و هوای آن منطقه تعیین می‌گردد.

### قسمت‌های مختلف آب‌انبارها
- مخزن یا خزینه:

محل انبار کردن آب و اصلی‌ترین عنصر آب‌انبار. مخازن دارای انواع مختلفی بوده و از نظر شکل و نحوه استفاده به صورت شهری - روستایی و صحرایی بوده‌اند. مخازن در داخل زمین قرار می‌گرفتند تا از فشارهای وارده بر بدنه بکاهند.
- پاشیر:

محل قرار گرفتن شیر بزرگ برنجی متصل به مخزن است. شکل آن به صورت یک‌نیمه ۸گوش یا ۴گوش مربع است. سکوهایی برای نشستن در دو سمت پاشیر، حفره‌هایی برای انتقال آب‌ها به کانال‌های زیر زمینی به همراه هواکشی در سقف برای تبادل هوا. ”
- سردر:

راهنمای ورود به آب‌انبار و را ه پله عمیق آن می‌باشد. قاب با جرز عمودی، کتیبه، سکوهایی در دو طرف، کاربندی، کاشیکاری، کتیبه کوچک سنگی که نشانه سازنده و واقف آب‌انبار می‌دهد. ”
- بادگیر یا خیشخان:

هدایت باد مناسب به فضای داخل آب‌انبار و گردش هوا به سمت حیات باعث خنکی هوای داخل می‌شده. در خنک سازی آب در آب‌انبار نیز از همین روش بهره می‌گرفتند.
1. جهت قفسه آب‌انبارها در هر منطقه متناسب با جهت باد مطبوع در آن منطقه بوده.
2. تعداد بادگیرهای آب‌انبارها متفاوت بوده و از یک تا هفت عدد تغییر داشته، این به دلیل خنکی بیشتر برای آب داخلی بوده‌است. ”[۴]

- پلکان:

تعداد پله‌های با توجه به عمق مخزن آب‌انبار، که کف آن از پاشیر پایین‌تر بوده، تعیین می‌شده و گاهی به ۷۰–۸۰ پله هم می‌رسیده. با توجه به افراد مصرف‌کننده دارای راه‌های متفاوتی بوده؛ مثلاً یک مسیر برای کلیمیان و مسیر دیگر برای مسلمانان بوده. ”

## آبگیری و بهداشت آب در آب‌انبارها
برای آبگیری معمولاً آب جاری در کوهستان و دشت‌ها را به آب‌انبارها هدایت می‌کردند. این آب‌ها با حوضچه‌های شنی ساکن و تصفیه شده و سپس وارد مخزن می‌شدند. این ترتیب البته در تمامی آب‌انبارها صادق نیست. برای مثال در آب‌انبارهای کاشان که از آب چشمه‌های فین استفاده می‌شده‌است. استرابون جفرافی‌دان یونانی می‌نویسد: «ایرانیان در آب جاری استحمام نمی‌کنند، در آن لاشه و مردار نمی‌اندازند و عموماً آنچه ناپاک است در آن نمی‌ریزند.»
اگرچه آب‌انبارها بهداشتی بوده‌اند ولی عمل انبارکردن و راکد ماندن آب، باعث آلودگی می‌شده‌است؛ بنابراین جهت گوارایی آب، در سقف، بادگیر‌هایی تعبیه می‌شده که باعث عبور باد از روی آب شده و موادی اضافه می‌شده تا آب نگندد. مانند:
1. آهک و نمک برای داشتن کلر.
2. ماهی برای رفع باکتری‌های آب.
3. زغال برای خاصیت بوگیری.
4. خشت برای رسوب زدایی املاح آب.[۹]

## آب‌انبارهای مشهور
از مشهورترین آب‌انبارهای ایران می‌توان به برکهٔ کل در گراش (استان فارس)، آب‌انبار سرداربزرگ قزوین، آب‌انبار دریادولت کُنگ (هرمزگان)، آب‌انبار صفی‌آباد (خراسان شمالی) ،آب‌انبار دهان شیر لارستان (فارس) ،آب‌انبار رستم گیو، آب‌انبار شش‌بادگیری و آب‌انبار تکیه امیرچقماق در شهر یزد اشاره کرد.

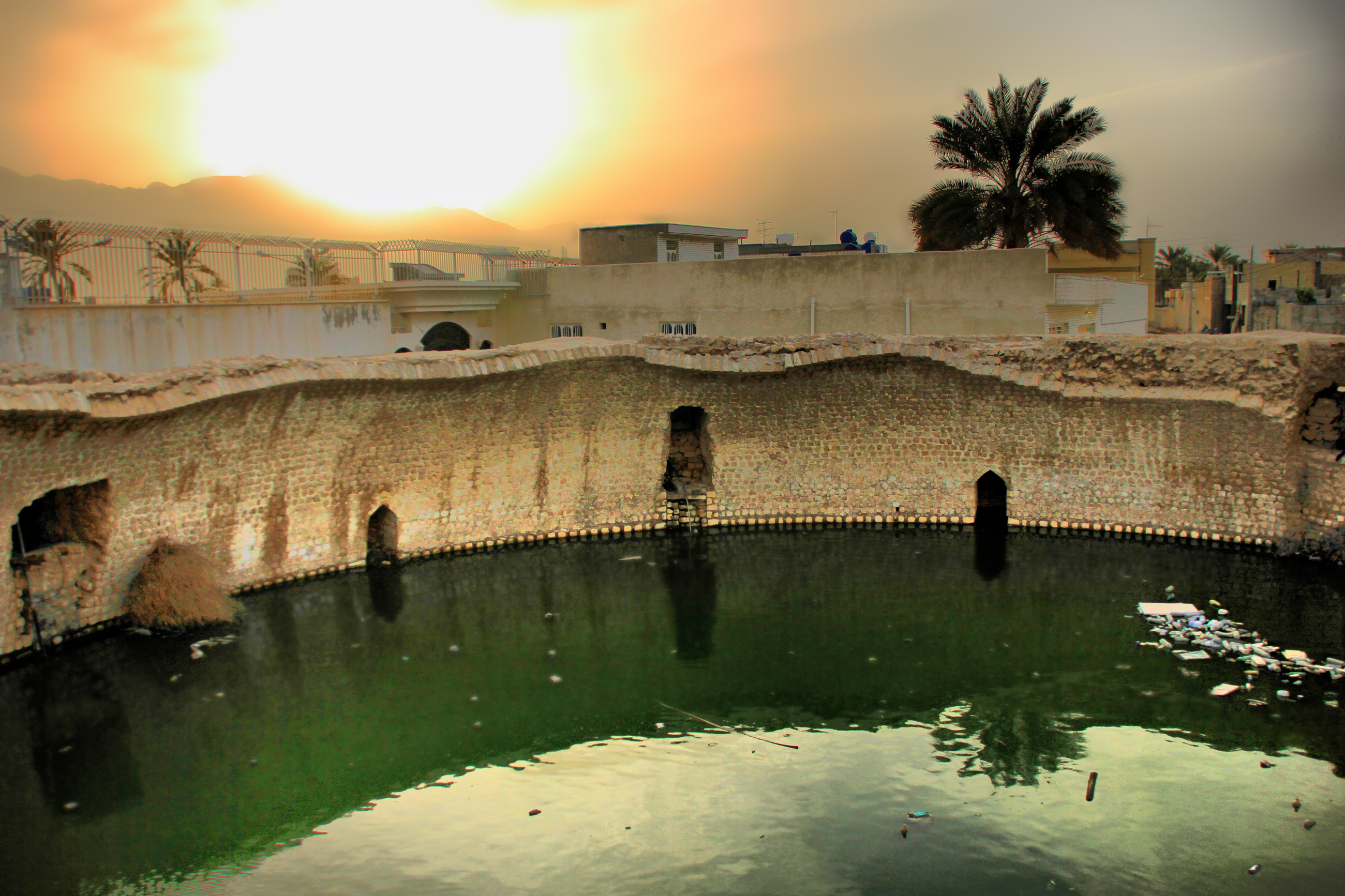
برکه کل بزرگ‌ترین آب‌انبار بدون سقف ایران

### آب‌انبارهایاِوَز
آب‌انبارهای اوز از آثار دوران صفویه هستند که در دوران اخیر مرمت شده‌اند. اِوَز از دیرباز با مشکل آب شرب روبرو بوده‌است و خشکسالی و زمین‌های شور نیز به این امر دامن زده‌است. در گذشته و حال منبع اصلی آب شرب مردم شهر اوز، از آب‌انبارهای زیادی که در شهر و خارج از شهر وجود دارد تهیه می‌شود که در زبان محلی به آن برکه می‌گویند. برکه‌هایی که در منطقه اوز ساخته شده، معماری چشم‌نوازی دارند و یکی از آن‌ها یعنی برکه سلفی در خود شهر واقع شده که احتمالاً ۷۵۰ سال عمر دارد. در اوز مردم به ساخت برکه علاقه زیادی دارند به طوری که اوز به شهر آب انبار ها مشهور است.

### آب‌انبار سردار بزرگ
آب‌انبار سردار بزرگ، بزرگ‌ترین آب‌انبار تک گنبدی (مسقف) در ایران و جهان است که در سال ۱۱۹۱ هجری شمسی در محله راه ری شهر قزوین ساخته شد. این بنای گنبددار که نمونه‌ای شاخص و منحصر به فرد در ایران به‌شمار می‌رود، دارای گنبدی رفیع و آجری است که نورگیرهایی بر بدنه آجری آن تعبیه شده‌است.

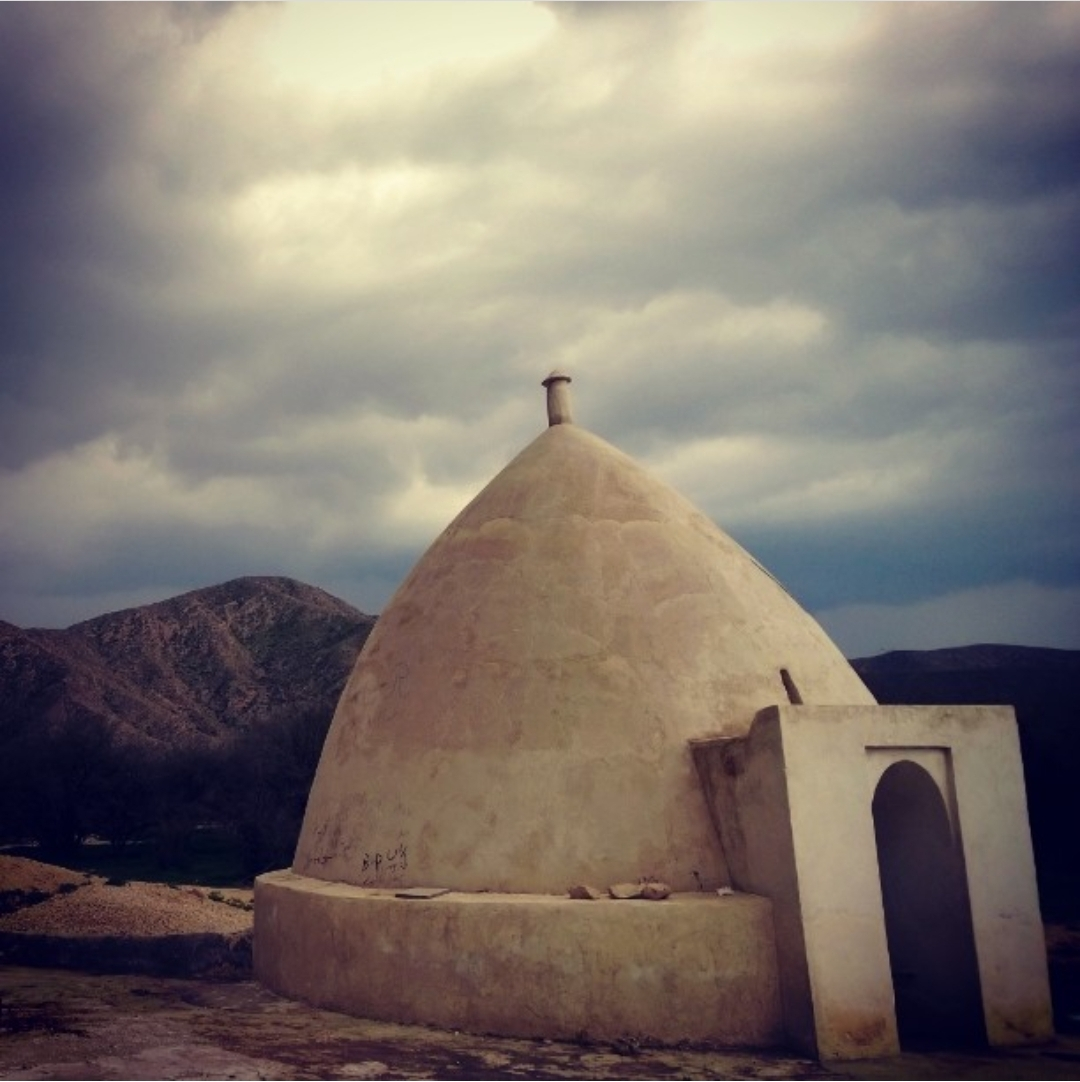
آب‌انباری (برکه‌ای) واقع در قلاتِ اوز

### برکه دریادولت
برکه دریادولت، آب انباری تاریخی در کنارهٔ شهر کنگ از توابع بخش مرکزی شهرستان بندر لنگه و از نقاط دیدنی استان هرمزگان در جنوب ایران است. این سازه آب‌انباری مدور به قطر ۲۸ متر و عمق ۱۴ متر و فاقد سقف است. ضخامت دیوار پیرامونی آن ۱ متر و ارتفاع آن ۳ متر است. این بنا در بیرون از شهر کنگ از سمت شمال شهر واقع شده‌است. به خاطر بزرگی غیرقابل تصور این برکه «دریا دولت» نامیده شده‌است.

### برکهٔ کل
بنای تاریخی و با شکوه برکه‌ی کل، واقع در محلهٔ بیدله شهر گراش، بزرگ‌ترین آب‌انبار تاریخی بدون سقف ساخته شده در ایران است. قدمت این آب‌انبار به دورهٔ قاجار و حدود ۲۰۰ سال پیش می‌رسد. این بنا که برای مصارف کشاورزی و آب آشامیدنی مردم ساخته شده، هنوز به عنوان منبع آب برای مصارف کشاورزی کاربرد دارد. قطر داخلی این برکه ۲۹ متر و عمق آن ۲۱ متر است. مخزن آن همانند اکثر آب‌انبارهای موجود در گراش، دایره‌ای شکل بوده و مصالح استفاده شده در آن از ساروج است. این آب‌انبار به عنوان یکی از نمادهای اصلی تاریخ گراش شناخته می‌شود.

### آب انبار باغ دولت‌آباد
مجموعه باغ دولت آباد در دوره زندیه توسط «محمد تقی خان بافقی» ساخته شد. این مجموعه دارای یک آب انبار با دو دهانه است که یک دهانه آن خصوصی و برای استفاده خانوادهً صاحب عمارت و اهل خانه بود و دیگری که در ضلع شمال شرقی باغ است، برای باغبانان بخش غربی و افرادی بود که به باغ وارد می‌شدند. هم چنین مورد استفاده کسانی که در آن سوی دیوار باغ بودند نیز قرار می‌گرفت مانند کشاورزان و رهگذران روستاهای کسنویه، جنت آباد، نرسی آباد، کوچه بیوک و دولت‌آباد و حتی مسافران راه مشهد و تهران و اصفهان که از کنار باغ عبور می‌کردند.
ایرج افشار دربارهٔ آب انبار دولت‌آباد چنین می‌گوید: «باغ، آب انبار و کاروان سرای محمدتقی خان (صاحب باغ) برای استراحت قافله‌های خراسان ساخته شده‌است و این موقوفات وقف بر امام رضا (ع) است.»
این آب انبار در سال‌های آخر حکومت پهلوی در حال ویرانی بود، اما سال ۱۳۵۸ مرمت شد. آب انبار باغ دولت‌آباد به صورت مدور ساخته شده و دارای سقفی گرد با ۴ بادگیر خشتی و دو طرفه است. تمام قسمت‌های آب انبار در محیط بیرونی باغ ساخته شده بود تا زمان آب رسانی به مخزن و لایروبی آن، آسایش ساکنان به هم نخورد.
مخزن این آب انبار ۸ متر دهانه و ۱۰ متر عمق دارد. قنات دولت‌آباد که از زیر این باغ عبور می‌کند از شیرکوه سرچشمه می‌گیرد و آب مخزن آب انبار نیز از آن تأمین می‌شد. هرز آب آن نیز به قنات گرد فرامرز می‌ریخت.

## تقسیم‌بندی آب انبارها بر اساس تعداد بادگیر
به دلیل نقش مهم بادگیرها در تهویه هوا، آب انبارهای یزد به آب انبار یک بادگیری (آب انبار ندوشن)، آب انبار دو بادگیری (آب انبار حظیره، دخمه، شهدای فهرج) آب انبار سه بادگیری (جواد روستای شمس، چمن اردکان) آب انبار چهار بادگیری (شاه ابوالقاسم، آتشکده) آب انبار پنج بادگیری (آب انبار امیرچخماق) تقسیم‌بندی شده‌اند.
در استان یزد بیش از ۱۰۰ آب انبار شهری با ویژگی معماری خاص زمان و عصر خود از قبیل تعداد بادگیر، اندازه مخزن و پلکان وجود دارد.
به علت وجود ادیان مختلف در یزد به ویژه اسلام و زرتشت، اغلب آب انبارهای شهر دارای دو دهانه مجزا برای استفاده مسلمانان و سایر ادیان بودند.
در کنار آّب انبارهای شهری و روستایی معمولاً فضاهایی جنبی مانند حسینیه، مسجد، کاروانسرا، حمام و فضایی برای استراحت مسافران طراحی می‌شد. یکی دیگر از این مکان‌ها، حوض خانه‌ها بودند که کاربردی شبیه یخچال داشتند و قصاب محل گوشت خود را برای جلوگیری از فاسد شدن در آن جا نگهداری می‌کرد.

## نگارخانه

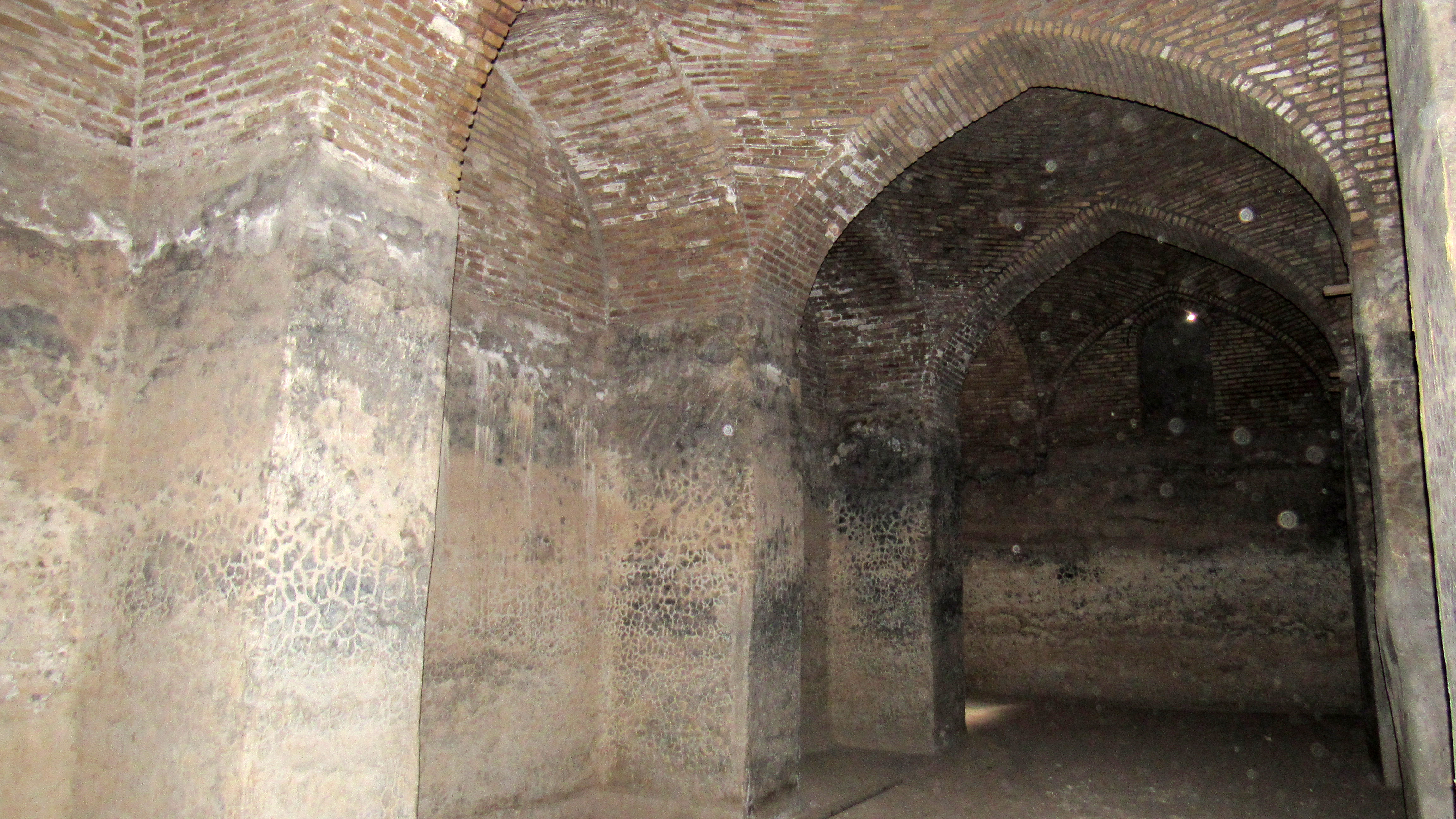
آب‌انبار حاج کریم در سبزوار
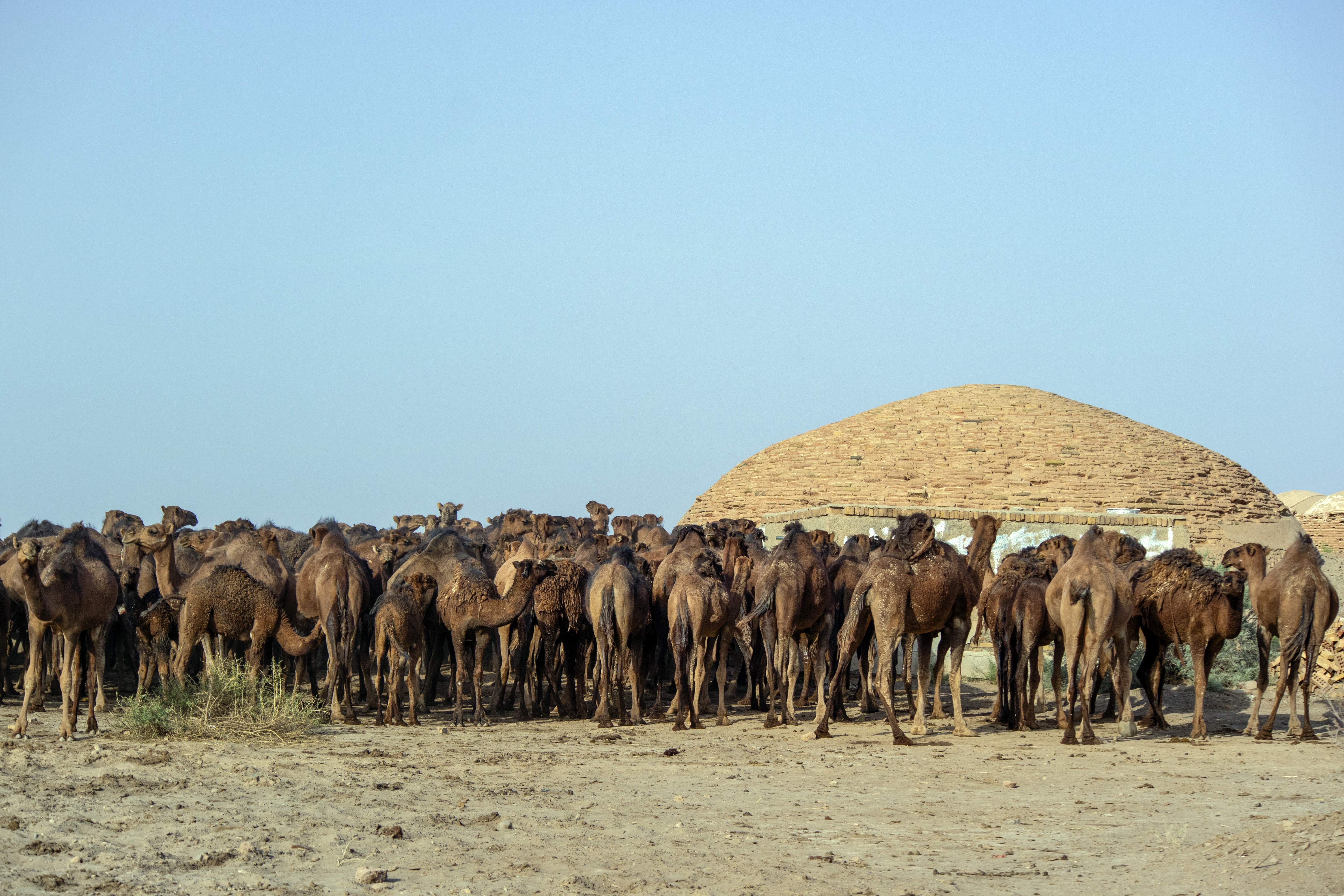
شترها در کنار آب‌انبار دیر گچین، در پارک ملی کویر
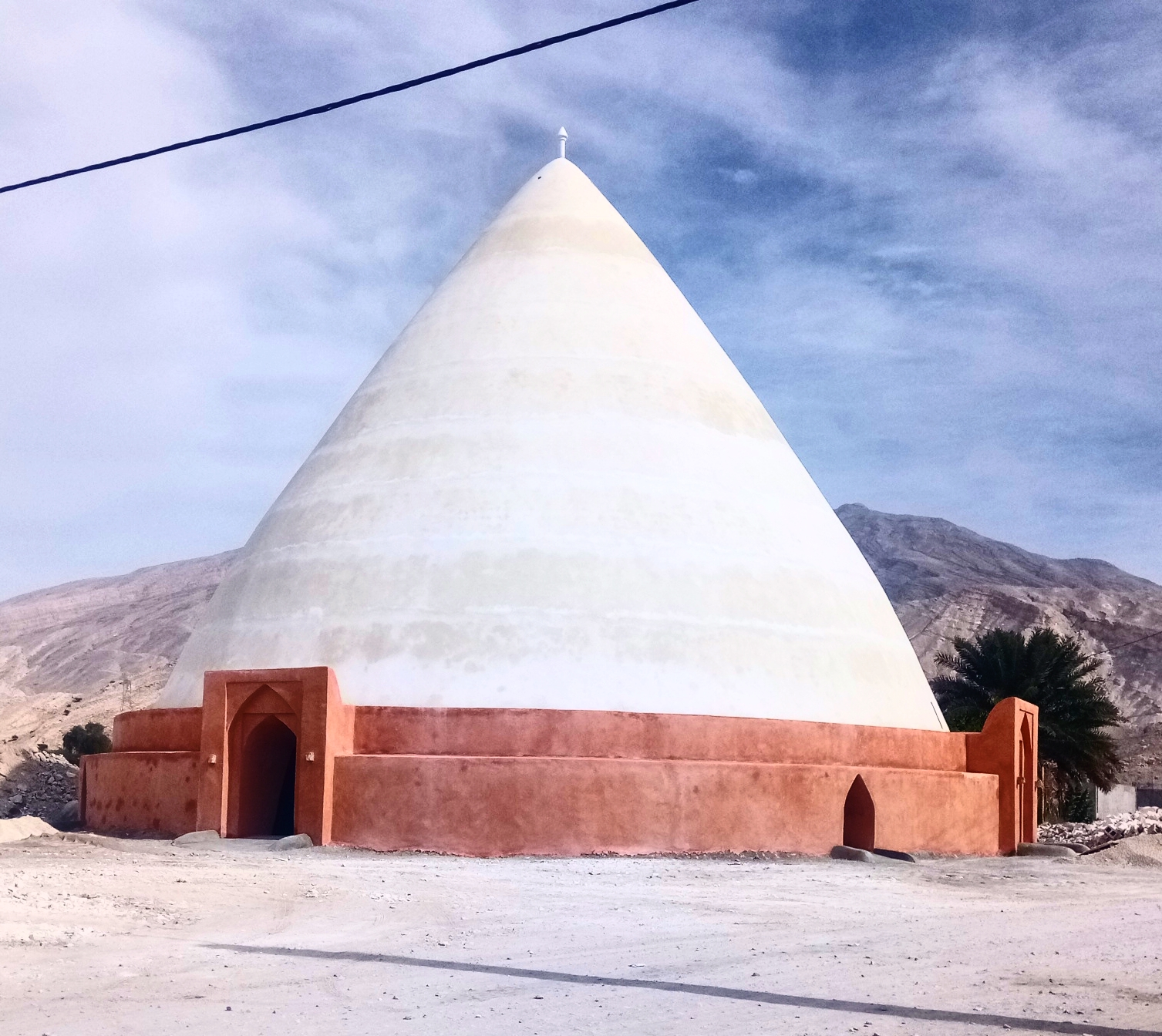
برکه شیخ بستک
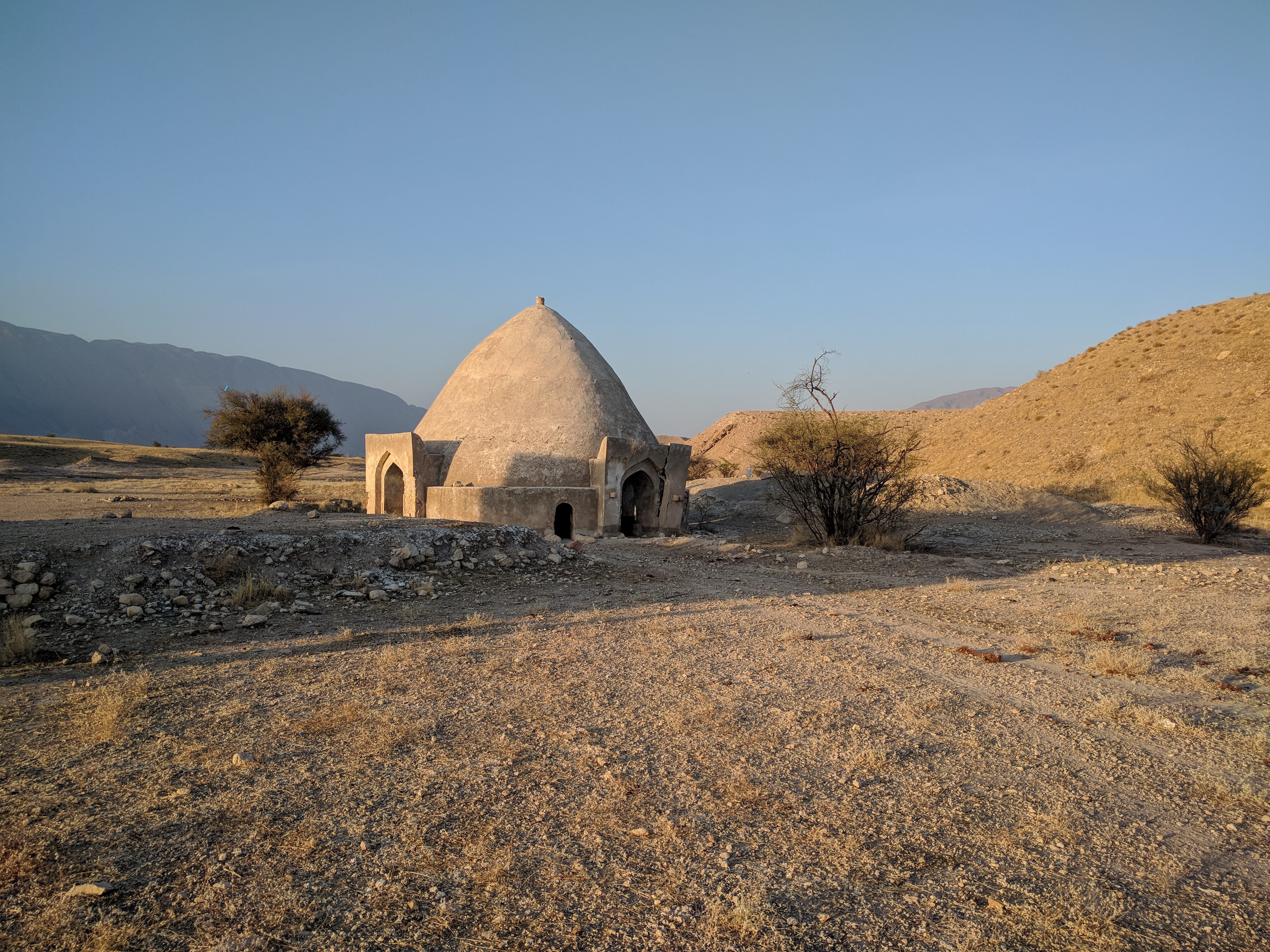
برکه کریکی بستک
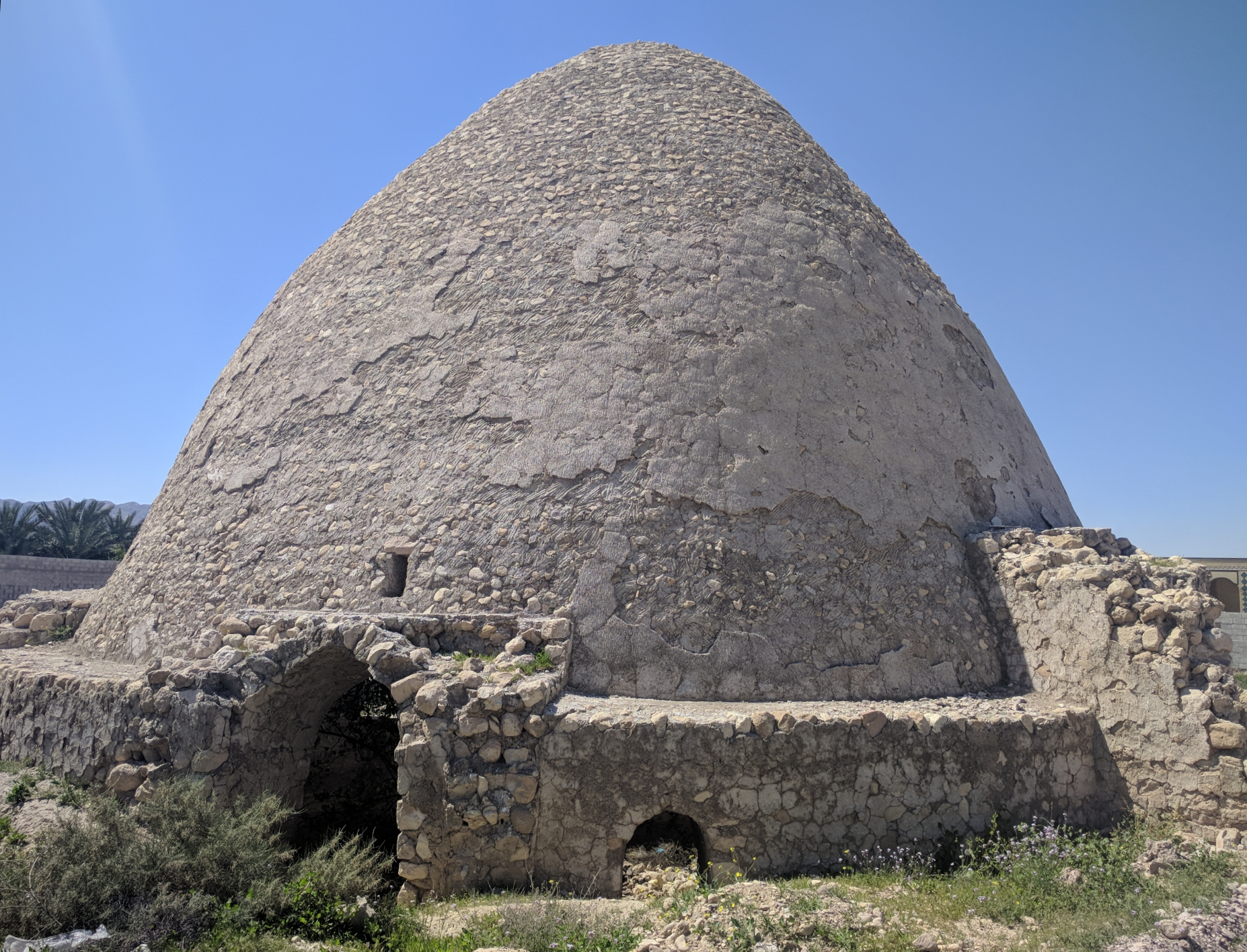
برکه حاجی محمد رشید